# Соляний палац
20°19′50.48″ пд. ш. 67°2′48.81″ зх. д. / 20.3306889° пд. ш. 67.0468917° зх. д.
Соляний палац (ісп. Palacio de Sal) - готель, що розташований в Болівії на солончаку Уюні. Побудований повністю з соляних блоків: стіни, склепіння стель, меблі, зона спа і скульптури, що прикрашають хол, - виготовлені з солі. Готель, в будівництві якого було використано понад мільйон соляних блоків, був зведений у 2007 році. Проживаючи в Palacio de Sal, необхідно дотримуватися кількох правил; зокрема, власники готелю просять туристів не облизувати стіни і дбайливо ставитися до предметів меблів.
|              |         |  |  |
| деталі стіни | їдальня |  |  |